# Grand Theft Auto: Vice City
Grand Theft Auto: Vice City (abreviat adesea GTA: Vice City sau GTA: VC) este un joc video de acțiune-aventură și open world dezvoltat de Rockstar North și publicat de Rockstar Games. Este al doilea al doilea joc 3D din seria Grand Theft Auto și al șaselea din serie per total, precum și al doilea joc din era 3 a acesteia, fiind precedat de Grand Theft Auto III și succedat de Grand Theft Auto: San Andreas. Jocul a fost inițial lansat în America de Nord pentru PlayStation 2 pe 2 octombrie 2002, dar fost mai târziu lansat și în restul lumii și portat pentru alte platforme, precum PC și pentru Xbox în 2003, Mac OS în 2010, și Android și iOS în 2012, cu ocazia celei de-a 10-a aniversări de la lansare originală.
Atmosfera din Vice City este în mare parte inspirată din cultura americană a anilor 1980. Acțiunea jocului se petrece în anul 1986 în Vice City, un oraș fictiv inspirat de Miami, și urmărește povestea lui Tommy Vercetti, un mafiot care este eliberat din închisoare și trimis în Vice City pentru un schimb de droguri important. După ce schimbul este ambuscat, Tommy începe să-i caute pe cei responsabili, în timp ce își contruiește propriul imperiu al crimei și preia putere de la alte organizații criminale din oraș. 
Jocul folosește o versiune ușor modificată a motorului grafic din Grand Theft Auto III. La fel ca și predecesorul său, jocul are un oraș de dimensiuni mari, complet cu clădiri, mașini și oameni. Precum toate jocurile seriei combină elemente din jocurile cu mașini și din shootere third-person și include un open world, oferind multă libertate jucătorului.
După lansare, GTA Vice City a avut parte de succes comercial și a devenit cel mai bine vândut joc din 2002, precum și al 4-lea cel mai bine vândut joc pentru PlayStation 2 din toate timpurile. După acest succes Vice City a fost lansat în Europa, Australia și Japonia, iar mai apoi și pentru PC. Rockstar Vienna a făcut posibil pachetul Grand Theft Auto: Double Pack pentru Xbox care conține atât GTA Vice City cât și GTA III. Același oraș Vice City mai apare și în Grand Theft Auto: Vice City Stories, unde acțiunea se petrece cu doi ani înainte de GTA Vice City.

## Povestea
În 1986, Tommy Vercetti, un fost membru loial al Familiei Mafiote Forelli din Liberty City, este eliberat din închisoare după ce a executat o sentință de 15 ani pentru că a omorât 11 oameni. Fostul său șef, Sonny Forelli, dorind să înceapă o rețea de distribuție de droguri în sud, îl promovează pe Tommy la rangul de capo și îl trimite în Vice City pentru a participa la un schimb major de droguri, alături de avocatul corupt al Familiei Forelli, Ken Rosenberg. Din nefericire, schimbul este ambuscat, rezultând în moartea unuia dintre participanți, Victor Vance, și pierderea banilor și a drogurilor. Tommy îl informează pe Sonny de pierdere, care îl amenință cu moartea, astfel încât Tommy este acum nevoit să recupereze banii și drogurile și să se răzbune pe cel responsabil de ambuscadă.
Căutând informații despre cei implicați în schimb, Tommy se întâlnește cu Ken, care îl sfătuiește să-l vadă pe Juan Garcia Cotez, un colonel pensionat care a ajutat la planificarea schimbului. Exprimându-și regretul față de cele întâmplate, Cortez promite să-l ajute pe Tommy în căutarea sa. Mai târziu, Tommy se întâlnește cu Kent Paul, un producător muzical cu multe conexiuni criminale, care îl ajută să-l găsească pe unul dintre oamenii implicați în ambuscadă. După ce îl omoară, Tommy este abordat de Lance Vance, fratele lui Victor care a participat, de asemenea, la schimb, și îi propune o alianță pentru a-și recupera banii și drogurile și a se răzbuna. Căutând informații, Tommy începe să lucreze atât pentru Cortez, cât și pentru Avery Carrington, un agent imobiliar corupt, în speranța că îl vor ajuta să afle mai multe.  Mai târziu, Tommy și Lance sunt angajați de Ricardo Diaz, cel mai mare baron de droguri din oraș, pentru câteva misiuni, deși acesta îi tratează doar ca pe niște lachei. În cele din urmă, Cortez începe să-și exprime suspiciunile că Diaz a aranjat ambuscada. După ce află de acest lucru, Lance, nerăbdător să-și răzbune fratele, încearcă să-l omoare de unul singur, numai pentru a fi capturat. După ce Tommy îl salvează, primind un pont de la Kent Paul, cei doi sunt nevoiți să-l omoare pe Diaz în conacul său înainte ca acesta să poată lua măsuri împotriva lor. Cu Diaz mort, Tommy îi preia afacerile și își începe propria organizație, distanțându-se de Familia Forelli.
La sfatul lui Carrington, Tommy forțează apoi câteva afaceri să plătească taxă de protecție și achiziționează numeroase afaceri aproape falimentare, pe care le transformă în fronturi pentru operațiunile sale ilegale. În același timp, el îl ajută pe Cotez să fugă din oraș cu tehnologie militară furată, și lucrează pentru o bandă de motocicliști condusă de Mitch Baker, pe care îl ajută cu câteva favoruri, precum și pentru Cubanezi, conduși de Umberto Robina, asistându-i în războiul lor împotriva Haitienilor, cu scopul de a le câștiga încrederea și a forma un parteneriat cu ei.
În cele din urmă, Sonny află că Tommy a obținut controlul asupra traficului de droguri în Vice City și cere partea cuvenită Familiei Forelli. Când Tommy refuză, Sonny trimite mafioți să colecteze bani cu forța de la afacerile sale, dar acesta îi omoară și apoi își taie conexiunile cu Familia Forelli. Cu toate acestea, Sonny sosește curând la conacul lui Tommy pentru a-și cere tributul prin forță și îi dezvăluie că el a fost responsabil pentru arestarea lui cu 15 ani în urmă. Mai mult, Lance dezvăluie că l-a trădat pe Tommy deoarece se simțea neglijat, și s-a aliat cu Sonny, pe care l-a informat de planul lui Tommy de-al plăti în bani contrafăcuți. O luptă izbucnește apoi în conac, în timpul căreia Tommy îi oprește pe Forelli din a-i fura banii și îl omoară pe Lance pentru trădarea lui, înainte de-al omorî și pe Sonny pentru toate probleme cauzate.
Mai târziu, când Ken sosește, el este șocat să vadă dezastrul lăsat în conac în urma luptei, dar Tommy îl asigură că totul este bine, întrucât în sfârșit a devenit lordul indisputabil al crimei din Vice City.

### Apariții ale personajelor în alte jocuri
Fiind un prequel pentru GTA III, jocul include câteva apariții ale unor personaje din jocul respectiv, precum Donald Love (deși cu un rol mult mai mic) și Phil Cassidy (care joacă un rol mult mai important aici decât în GTA III).
De asemenea, câteva personaje din GTA Vice City se întorc în Grand Theft Auto: San Andreas, ci anume Ken Rosenberg și Kent Paul, precum și în Grand Theft Auto:Vice City Stories, la rândul său un prequel care are loc tot în Vice City, dar cu doi ani înainte, în 1984; printre acestea se numără Lance Vance, Ricardo Diaz, Umberto Robina, Phil Cassidy, Gonzalez și, nu în ultimul rând, Victor Vance, care, deși joacă un rol minor aici, fiind omorât chiar la începutul jocului, el este protagonistul jocului respectiv. În plus, multe dintre bandele introduse aici se întorc în GTA Vice City Stories, iar Familia Mafiotă Forelli, introdusă ca o bandă minoră în GTA III, mai face la rândul ei apariții importante în GTA San Andreas și Grand Theft Auto: Liberty City Stories, precum și o apariție minoră în GTA Vice City Stories.

## Coloana sonoră
Coloana sonoră din GTA Vice City include o colecție de melodii din 1986 și mai vechi. Melodiile pot fi ascultate în joc prin intermediul posturilor de radio din mașini sau în meniul jocului. Fiecare post de radio este specific unui anumit gen de muzică, precum rap (postul Wildstyle), rock (postul V-Rock) și predominant pop (posturile Wave 103 și Flash FM).
Melodiile sunt în general de la artiști adevărați precum Megadeth, Electric Light Orchestra, Judas Priest, Quiet Riot, Toto, Blondie, Iron Maiden, Ozzy Osbourne, David Lee Roth, INXS, Michael Jackson, Talk Talk, Teena Marie, Rick James, Kate Bush, Bryan Adams, Go West, Luther Vandross, Kool & the Gang, A Flock of Seagulls, Frankie Goes to Hollywood, Spandau Ballet, Grandmaster Flash & the Furious Five, Hashim, Corey Hart, Laura Branigan, REO Speedwagon și Eumir Deodato. De asemenea există două posturi de radio (K-Chat și VCPR) unde doar se vorbește sau se dezbat diferite subiecte. Există și o trupă de heavy metal fictivă intitulată Love Fist (română: Pumnul Iubirii).
Coloana sonoră (conținând mai multe CD-uri) a devenit instant best-seller.

## Vânzările și impactul cu publicul
Grand Theft Auto: Vice City a fost aclamat la lansare atât de critici cât și de fani. Jocul a primit nota de 9.7/10 de la IGN, 9.6/10 de la GameSpot, 5/5 de la GamePro, și 10/10 de la Official U.S. PlayStation Magazine. Jocul are scorul de 95 din 100 pe site-ul ce unește recenziile Metacritic, Vice City fiind al șaselea cel mai bine notat joc de  PlayStation 2 de pe site. În general a fost aplaudat pentru acțiunea fără restricții și modul în care a fost recreeată atmosfera anilor 1980.
Cititorii Official UK PlayStation Magazine l-au votat al 4-lea cel mai bun joc de PlayStation din toate timpurile.
La 26 septembrie 2007, Grand Theft Auto: Vice City vânduse 15 milioane de unități conform Take-Two Interactive. La 26 martie 2008, Grand Theft Auto: Vice City a vândut peste 17,5 milioane de unități conform Take-Two Interactive, fiind al patrulea cel mai vândut joc pentru PlayStation 2.